# Aparecida (cantante)
Maria Aparecida Martins o simplemente Aparecida (Caxambu (Minas Gerais), 4 de diciembre de 1939 - Río de Janeiro, 1985) fue una cantante y compositora brasileña, principalmente de samba y ritmos africanos. Es considerada una de las voces legendarias de la música brasileña.

## Historia
Maria Aparecida Martins, más conocida como Aparecida, nació en Caxambu (Minas Gerais) el 4 de diciembre del año 1939. Siendo una niña surge su interés por la música, aprendiendo con los más viejos de su familia los ritmos de los jongos y de los terreiros,
Aparecida dio sus primeros pasos artísticos en los festivales de Jongo de Minas Gerais.
En el año 1949, se mudó con su familia a Río de Janeiro, donde comenzó a trabajar planchando en casas de familias de la Vila Isabel. En 1952 compone sus primeras canciones. Tiempo después, Salvador Batista la lleva al programa “A Voz do Morro”, incluyéndola en su grupo como passista, conjunto en el que participó por diez años.
En el inicio de la década de 1960, fue invitada a participar del filme "Benito Sereno e o Navio Negreiro", por cuya actuación recibió de premio un viaje a Francia, donde se presentó interpretando por primera vez, sus propias composiciones.
En 1965, volvió a Brasil y venció en el "Concurso de Música de Carnaval do IV Centenário da Cidade do Rio de Janeiro". El mismo año, fue también vencedora del "III Festival de Música de Favela", con el samba "Zumbi, Zumbi", representando a la favela da Cafúa, de Coelho Neto.
En el año 1968, compuso "A sonata das matas" para la Escuela de Samba Caprichosos de Pilares. Aparecida es la segunda mujer después de Dona Ivone Lara, en componer un samba-enredo vencedor de una escuela de samba.
Al lado de Darcy da Mangueira, Sidney da Conceição, Sabrina y Chico Bondade, entre otros, participó del LP Roda de Samba en 1974. Fue la primera vez en que grabó una composición de su autoría, Boa-noite. El mismo año, salió el disco Roda de samba nº 2, con Nelson Cavaquinho, Sabrina, Roque do Plá, Rubens da Mangueira e Dida. Esta vez, Aparecida interpretó Proteção (David Lima y Pinga) y Rosas para Iansã (Josefina de Lima).
Su primer disco en solitario, Aparecida, fue grabado en 1966. El repertorio incluía sus canciones Talundê, Nanã Boroquê y Segredos do mar  (todas en compañía de Jair Paulo), Tereza Aragão, Meu São Benedito e Inferno verde. También adaptó la canción folclórica A Maria começa a beber.
Demoró más de 10 años para lanzar su segundo LP, Foram 17 anos, en el cual volvió a grabar sus composiciones, entre ellas 17 anos, Grongoiô, propoiô (en asociación con João R. Xavier y Mariozinho de Acari) y Diongo, mundiongo. En los años siguientes vinieron Grandes sucessos 1977), Cantigas de fé (1978), 13 de maio (1979), Os Deuses Afros (1980) y A rosa do mar (1983).
Aparecida fallece en el año 1985, en Río de Janeiro.

## Discografía
- 1974 - "Roda de samba" - CID
- 1974 - "Roda de samba nº 2" - CID
- 1975 - "Aparecida" (Discográfica CID)
- 1976 - "Foram 17 anos" (Discográfica CID)
- 1978 - "Cantigas de fé" (Discográfica RCA)
- 1979 - "13 de maio (1979)" (Discográfica RCA)
- 1983 - "A rosa do mar" (Discográfica CID)
- 1996 - "Aparecida, samba, afro, axé" CID